# Cratere Mozart
Mozart è un cratere da impatto sulla superficie di Mercurio.
Il cratere è dedicato al compositore austriaco Wolfgang Amadeus Mozart.